# The Wall Tour
The Wall Tour – dziewiąta trasa koncertowa grupy muzycznej Pink Floyd, która odbyła się na przełomie 1980 i 1981 r. W 1980 zespół dał siedem koncertów w Los Angeles, pięć w Uniondale oraz pięć w Londynie. W 1981 zespół dał jedenaście koncertów w Londynie oraz osiem w Dortmundzie.

## Program koncertów

### Część pierwsza
1. „In the Flesh?”
2. „The Thin Ice”
3. „Another Brick in the Wall (part 1)”
4. „The Happiest Days of Our Lives”
5. „Another Brick in the Wall (part 2)”
6. „Mother”
7. „Goodbye Blue Sky”
8. „Empty Spaces”
9. „What Shall We Do Now?”
10. „Young Lust”
11. „One of My Turns”
12. „Don't Leave Me Now”
13. „Another Brick in the Wall (part 3)”
14. „The Last Few Brick”
15. „Goodbye Cruel World”

### Część druga
1. „Hey You”
2. „Is There Anybody Out There?”
3. „Nobody Home”
4. „Vera”
5. „Bring the Boys Back Home”
6. „Comfortably Numb”
7. „The Show Must Go On”
8. „In the Flesh?”
9. „Run Like Hell”
10. „Waiting for the Worms”
11. „Stop”
12. „The Trial”
13. „Outside the Wall”

## Lista koncertów

### Koncerty w 1980

#### USA
- 7, 8, 9, 10, 11, 12 i 13 lutego – Los Angeles, Kalifornia – Los Angeles Memorial Sports Arena
- 24, 25, 26, 27 i 28 lutego – Uniondale, Nowy Jork – Nassau Veterans Memorial Coliseum
- 4, 5, 6, 7, 8 i 9 sierpnia – Londyn, Anglia – Earls Court Arena

### Koncerty w 1981

#### Niemcy Zachodnie i Anglia
- 13, 14, 15, 16, 17, 18, 19 i 20 lutego – Dortmund, Niemcy Zachodnie – Westfalenhalle
- 13, 14, 15, 16 i 17 czerwca – Londyn, Anglia – Earls Court Arena